# Il diario oscuro
Il diario oscuro (詭弁学派、四ッ谷先輩の怪談?, Kiben gakuha, Yotsuya senpai no kaidan) è un manga scritto e illustrato da Haruichi Furudate, pubblicato in Giappone dalla casa editrice Shūeisha e serializzato dal 1º marzo al 5 luglio 2010, i cui capitoli sono stati raccolti in tre volumi tankōbon pubblicati dal giugno al settembre 2010. La versione italiana è stata curata da GP Manga, che ha pubblicato la serie dal 9 giugno 2012 al 4 agosto 2012.

## Trama
Makoto Nakashima, studentessa del secondo anno, per ritrovare la sua migliore amica Hinano, misteriosamente scomparsa, chiede aiuto all'enigmatico Yotsuya senpai. Yotsuya, loro compagno di classe, viene considerato una leggenda da tutti poiché mai visto a lezione; risiede sempre, infatti, sul tetto della scuola. Comincia così la collaborazione tra Makoto e Yotsuya che prenderà presto tinte oscure.

## Personaggi

### Personaggi principali
Yotsuya Buntaro
Protagonista della serie, frequenta la 2° media, sezione A. È uno studente fantasma, viene trattato come una leggenda metropolitana dagli studenti e adora creare storie dell'orrore.
Makoto Nakajima
Altro personaggio principale della serie, frequenta la 2° media, sezione A. Appartiene al club di pallavolo, si rivolge a Yotsuya per ritrovare la sua migliore amica Hinano. Appare come personaggio secondario in Haikyu!!, altra serie dell'autore, sia nel manga che nell'anime.
Yayoi Hinano
Migliore amica di Makoto, frequenta la 2° media, sezione A. La sua scomparsa segna l'inizio della storia.
Shinamo
Professore della 2° media, sezione A.

## Pubblicazione
La serie è stata pubblicata nel 2010, dal numero 13 al numero 31 della rivista Weekly Shōnen Jump e si compone di 22 capitoli. È stata raccolta successivamente in tre volumi tankōbon. L'edizione italiana è stata pubblicata da GP Manga nel 2012; con la chiusura della casa editrice, la serie è stata inserita nel catalogo di Edizioni BD.

## Altri media
Un vomic di circa quindici minuti è stato distribuito nel canale ufficiale di Weekly Shōnen Jump su YouTube nel 2020.
Makoto Nakajima, coprotagonista della serie, appare anche nel manga e nell'anime Haikyu!!.